# Unterölsbach

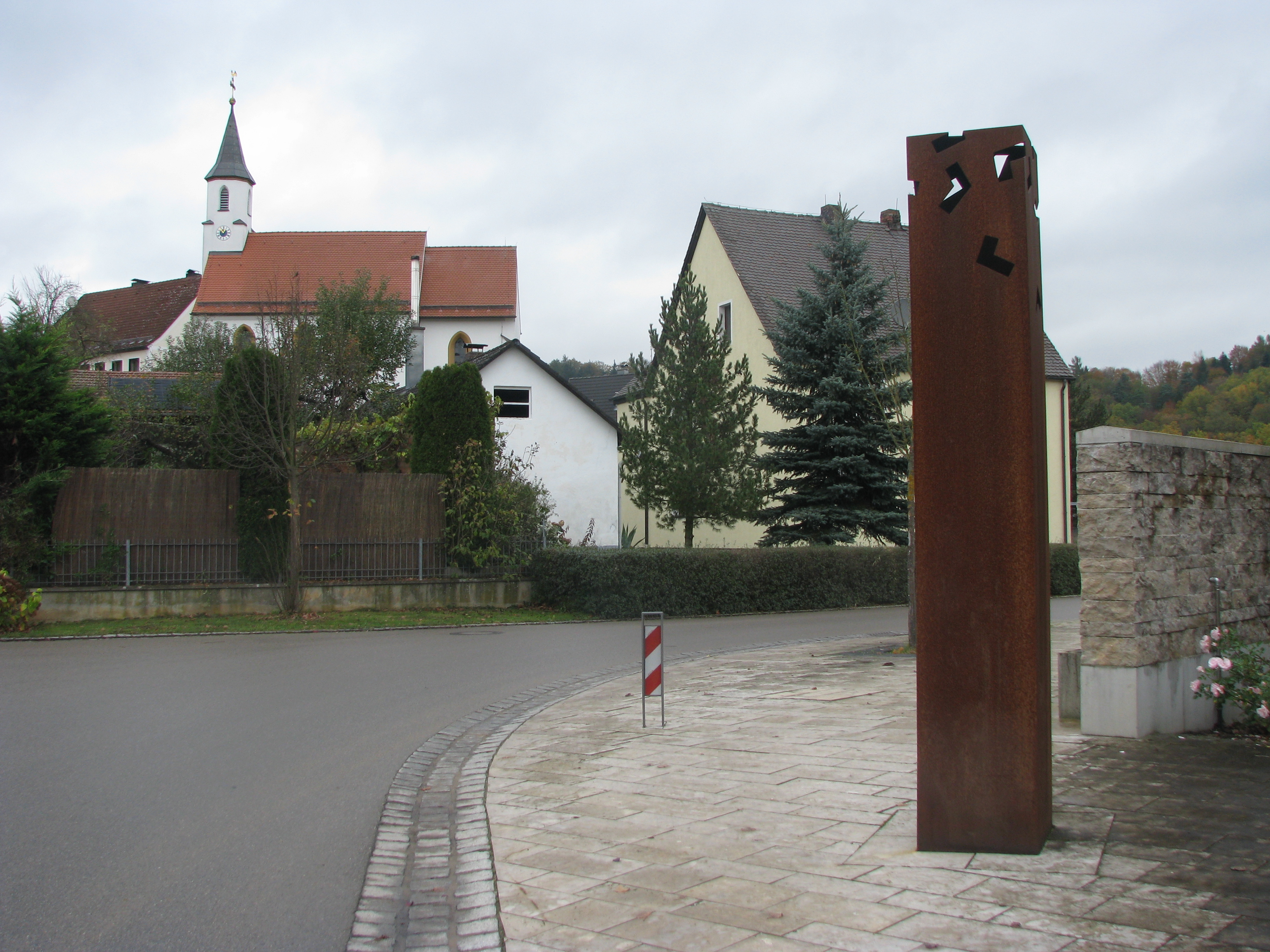
Filialkirche St. Willibald und Kunstwerk „Ein Haus für Katharina“

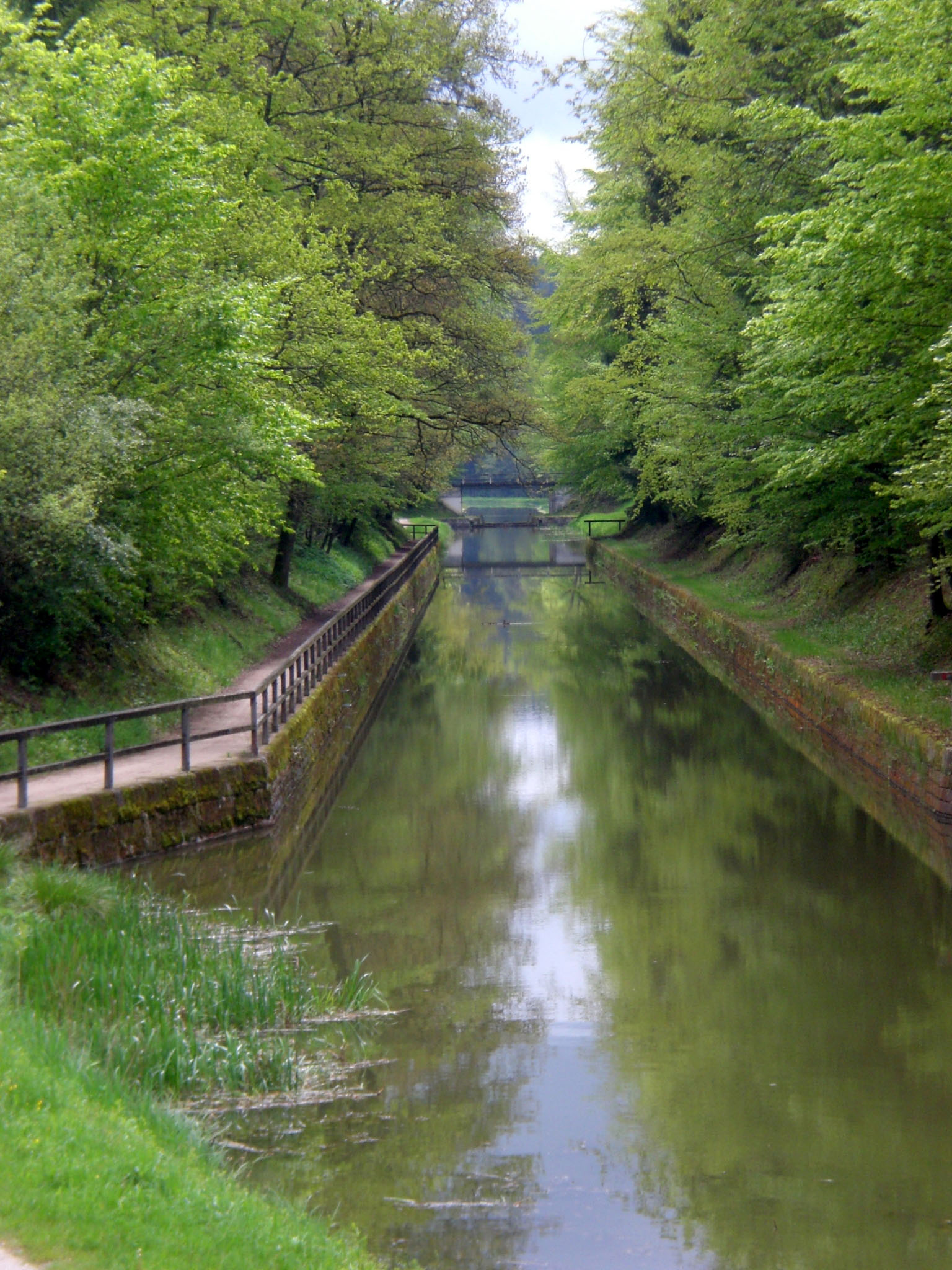
Der „Unterölsbacher Einschnitt“ des Kanals

Unterölsbach ist ein Gemeindeteil der Gemeinde Berg bei Neumarkt in der Oberpfalz im Landkreis Neumarkt in der Oberpfalz in Bayern.

## Geografie
Das Kirchdorf liegt im Oberpfälzer Jura auf circa 395 m ü. NHN etwa 500 m nördlich des ehemaligen Ludwig-Donau-Main-Kanals und circa vier Kilometer nordwestlich des Gemeindesitzes.

## Geschichte
1308 und 1309 erscheint „Elspach“ in Nürnberger Urkunden. „Elspach, das obere und untere Dorf“, gehörte ursprünglich den Schweppermännern, dann den Tanloher/Tanlacher. Ulrich Tanlacher verkaufte 1406 fünf Güter an die Frickenhofer. Beide Dörfer waren Lehen der Herren von Leinberth/Leinberg (1356 urkundlich erwähnt), dann der Herren von Abensberg, die die Höfe von Elspach den Huttern zu Nürnberg zu Lehen gaben. Den Huttern folgten als Besitzer die Gugel/Guggel von Nürnberg. 1653 wurden die eingezogenen Lehengüter schließlich an Bauern verliehen. Laut Verzeichnissen der Reichsstadt Nürnberg von 1594 und 1628 hatte diese zwei Untertanen in „Untern-Elspach“. Bei der Gründung des Birgittenklosters Gnadenberg durch Pfalzgraf Johann von Neumarkt wurde das Kloster vom Pfalzgrafen mit verschiedenen Gütern ausgestattet, darunter mit dem Fischwasser zu (Unter-)Ölsbach.
Als im Dreißigjährigen Krieg 1639 die herzogliche Regierung von Amberg von den ihr unterstellten Ämtern Berichte über die Belegungsfähigkeit in den einzelnen Orten für das Winterquartier von Truppen anforderte, führte das Amt Haimburg, zu dem Unterölsbach gehörte, nur vier Höfe von „Unteresbach“ auf, gleich viele wie in „Oberesbach“; die Mehrheit der Höfe beider Orte lag wohl öd. Besonders 1643 wurde Unterölsbach von den Kriegswirren heimgesucht: In jenem Jahr brannte die 1521 erwähnte Kirche des Dorfes, eine Filialkirche von Sindlbach, bis auf die Mauern ab. Sie wurde um 1660 wiedererrichtet und im Jahr 1876 erweitert und mit einem Dachreiter, 1896 mit einer Orgel und 1913 mit neuen Glocken versehen. 1702 waren die Filialen Ober- und Unterölsbach von Sindlbach abgetrennt und mit der Pfarrei Gnadenberg vereinigt worden.
Gegen Ende des Alten Reiches, um 1800, bestand Unterölsbach aus zehn Höfen, die hochgerichtlich dem Pflegamt Haimburg unterstanden, das zuletzt in Personalunion mit dem Pflegamt Pfaffenhofen geführt wurde. Dem Kastenamt Haimburg zinsten ein ganzer Hof („Polsterhof“), zwei Viertelhöfe (von Törringsches Lehen), sechs Zehntelhöfe. Ein Hintersasse auf einem Achtelhof (Söldengut) gehörte zum Klosterrichteramt Gnadenberg. Die Gemeinde verfügte über ein Hirtenhaus.
Im Königreich Bayern (1806) wurde der Steuerdistrikt Oberölsbach, bei der Gemeindebildung um 1810/20 die Ruralgemeinde Oberölsbach gebildet, die neben Oberölsbach noch Unterölsbach, Reichenholz, Gnadenberg, den Irleshof und die Klostermühle umfasste. Diese Gemeinde war zunächst dem Landgericht Pfaffenhofen, dann bei dessen Auflösung dem Landgericht Kastl im Bezirksamt Velburg unterstellt. 1843 entlud sich im Juli ein heftiges Gewitter in der Gegend der Gemeinde Oberölsbach, dabei „wurde bei Unterölsbach die Brücke über den Rohrstädterfluß weggerissen und dadurch die Passage zwischen Altdorf und Neumarkt gehemmt.“ Oberhalb von Unterölsbach musste 1839/40 für den Ludwig-Donau-Main-Kanal ein über 20 Meter „tiefer Einschnitt“ in das Juragestein geschaffen werden, der mit Quadermauern verkleidet wurde. Ursprünglich hatte Heinrich von Pechmann hier einen „überwölbten Stollen“ geplant. 1903 schlossen sich die Bauern von Unterölsbach zur besseren Milchverwertung zur „Molkereigenossenschaft Unterölsbach“ zusammen.
Im Zuge der Gebietsreform in Bayern wurde die Gemeinde Oberölsbach aufgelöst; sämtliche Gemeindeteile wurden zum am 1. Mai 1978 nach Berg eingemeindet. Hatte Unterölsbach im Jahr 1937 noch gleich viele Einwohner wie Oberölsbach, so wuchs das Dorf ab der zweiten Hälfte des 20. Jahrhunderts stark an und wies Ende 2015 mit 351 Einwohnern fast doppelt so viele Einwohner wir Oberölsbach auf.

### Einwohnerentwicklung
- 1836: 122 (21 Häuser/Höfe)[16]
- 1861: 135 (50 Gebäude, 1 Kirche)[17]
- 1900: 117 (23 Wohngebäude, 1 Kirche)[18]
- 1937: 139[19]
- 1961: 205 (37 Wohngebäude)[20]
- 1987: 301 (86 Wohngebäude, 109 Wohnungen)[21]
- 2015: 351[22]

## Sehenswürdigkeiten

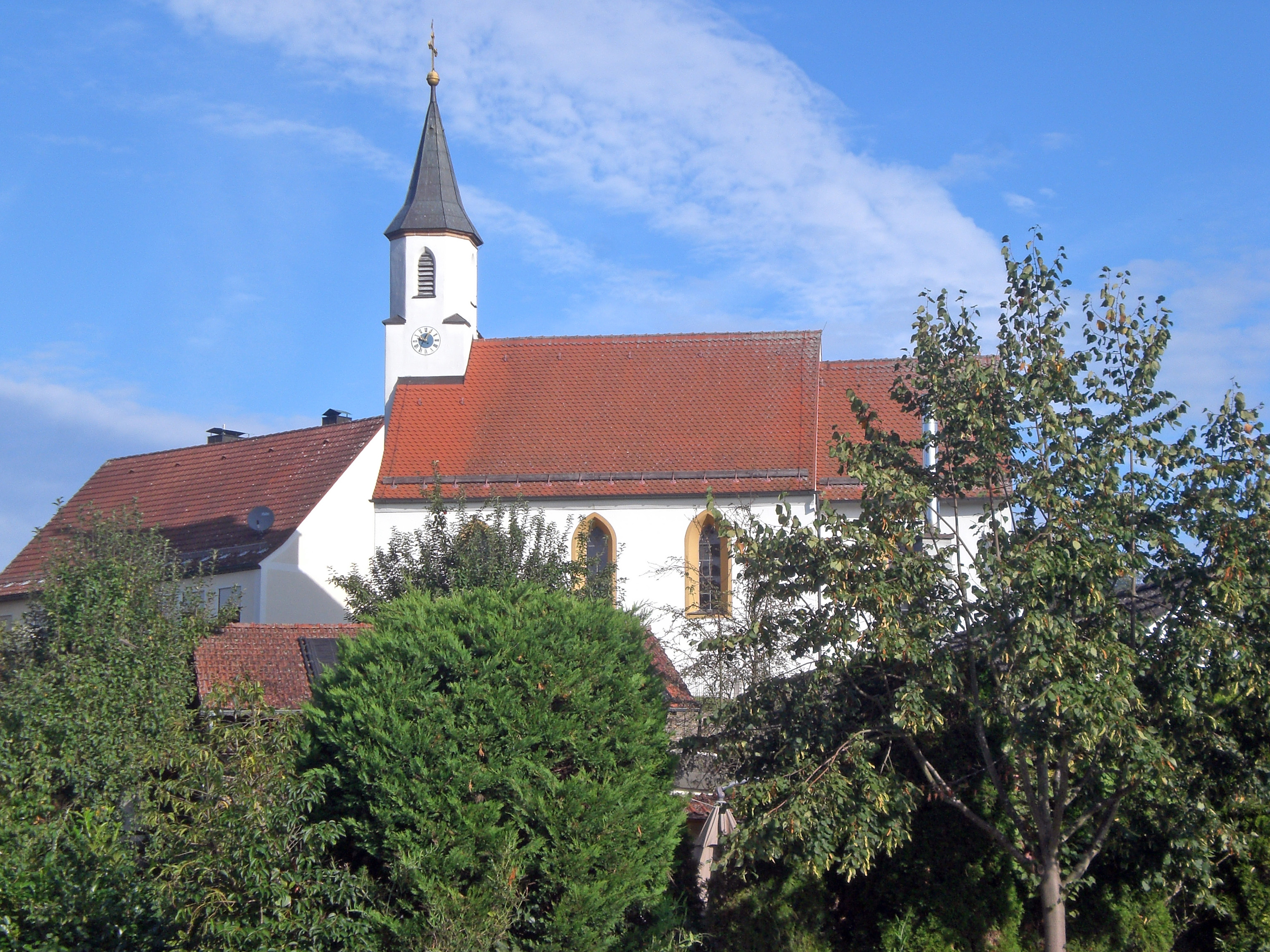
St. Willibald in Unterölsbach

- Katholische Filialkirche St. Willibald
- Stadel im Klosterweg 3 aus dem 19. Jahrhundert
- Stahl-Kunstwerk „Ein Haus für Katharina“ von Pommern-Stolp (* 1384; † 1426, Gattin des Pfalzgrafen Johann von Neumarkt und Mitbegründerin des Klosters Gnadenberg), geschaffen von dem Nürnberger Künstler Joseph Wurmer[23]
- „Unterölsbacher Einschnitt“ des Ludwig-Donau-Main-Kanals
- Granitskulptur „Himmelsleiter“ des Projekts „Kunst am Kanal“, 2005 geschaffen von dem Münchner Künstler Hubert Maier[24]

## Verkehrsanbindung
Unterölsbach liegt an der Ausfahrt 91 (Oberölsbach) der Bundesautobahn 3. Durch den Ort führt eine Gemeindeverbindungsstraße von der Staatsstraße 2240 her, die über dem Ludwig-Main-Donau-Kanal zu weiteren Berger Gemeindeteilen und schließlich nach Grub führt.